# Jussi Sydänmaa
Jussi Sydänmaa (nacido el 26 de junio de 1972 en Mäntsälä, Finlandia) fue miembro del grupo finlandés de heavy metal Lordi del que fue uno de los miembros originales.
Es más conocido por su alias encima del escenario "Amen" .
Según el líder del grupo Mr. Lordi "Amen fue el gran dios Amen-Ra. Después de muerto, Amen fue momificado, para ser resucitado miles de años después para tocar en Lordi".
Se graduó como ingeniero de Tecnologías de la Información en 2001 y debido a ello es el creador de la página web de la banda.
El municipio de Mäntsälä otorgó a Amén la conmemoración de Hard Rock el 26 de junio de 2006.
Amén toca guitarras Gibson Les Paul Standard. También registró riffs de guitarra que posteriormente fueron utilizados por Ari Pulkkinen para crear la banda sonora de Shadowgrounds, un juego para PC.

## Biografía
Jussi Sydänmaa nació el 26 de junio de 1972 en Espoo, Finlandia, pero pasó su infancia y juventud en Mäntsälä. Estaba interesado en la guitarra, incluso antes de que empezara la escuela. Tras esto cogió ropa especial, los anillos de sus padres y se pintó las uñas de negro. Asistió a su primer concierto, de la banda Kiss en 1983 con el álbum Lick It Up. Era un fan de Kiss, y fue intimidado en la escuela debido a esto.
A la edad de 5 años, Jussi Sydänmaa consiguió su primera guitarra acústica y empezó a tomar clases de guitarra. Le gustaba aprender el instrumento y la forma de reproducir las canciones que le gustaban, pero estaba demasiado avergonzado para participar en su examen de tocar la guitarra. Esta experiencia le sacudió cuando era demasiado joven, que dejó de tocar la guitarra. Sydänmaa tomó la guitarra de regreso diez años más tarde, cuando comenzó a interesarse en la música hard rock.
En su juventud, Sydänmaa tocó en muchas bandas. La más prometedora fue RAG FLAG, pero no alcanzó el éxito. A la edad de 25 años, Sydänmaa había llegado a la conclusión de que los diversos proyectos del rock en los que participó contribuyeron a su fracaso.
Se fue a estudiar y trabajó a diario en la radio, y más tarde en las comunicaciones comerciales de los medios. Sydänmaa obtuvo el título de Tecnología Informática en el año 2003. Tras su graduación, Sydänmaa no trabajó en ese campo, puesto que se había unido a Lordi a finales de los 90, la cual sacó su primer álbum en 2002. Debido al éxito de Lordi, Sydänmaa decidió dejar el trabajo de ingeniería de Tecnología Informática y enfocó su carrera en Lordi. En el 2006, Jussi ganó el Festival de la canción de Eurovisión con el grupo Lordi con la canción Hard Rock Hallelujah.

## Discografía

### Álbumes
- 1999: Bend Over And Pray The Lord (1999)
- 2002: Get Heavy (2002)
- 2004: The Monsterican Dream (2004)
- 2005: The Monster Show
- 2006: The Arockalypse
- 2008: Deadache
- 2009: Zombilation
- 2010: Babez For Breakfast
- 2012: Scarchives Vol. 1
- 2013: To Beast Or Not To Beast
- 2014: Scare Force One
- 2016: Monstereophonic (Theaterror vs. Demonarchy)
- 2018: Sexorcism
- 2020: Killection
- 2021: Lordiversity

### Sencillos y EP
- 2002: «Would You Love a Monsterman?» (2002)
- 2003: «Devil Is a Loser» (2003)
- 2004: «Blood Red Sandman» (2004)
- 2004: «My Heaven Is Your Hell» (2004)
- 2006: «Hard Rock Hallelujah» (2006)
- 2006: «Would You Love a Monsterman? (2006)» (2006)
- 2006: «It Snows in Hell» (2006)
- 2006: «Who's Your Daddy?» (2006)
- 2007: «They only come out at night» (2007)
- 2008: Famous Five (EP)
- 2008: «Beast Loose in Paradise»
- 2008: «Bite It Like a Bulldog»
- 2008: «Deadache»
- 2010: «This Is Heavy Metal»
- 2010: «Rock Police»
- 2013: «The Riff»
- 2014: «Nailed by the hammer of Frankenstein»
- 2016: «Hug You Hardcore»
- 2018: «Your Tongue's Got The Cat»
- 2018: «Naked in My Cellar»
- 2019: «Shake the Baby Silent»
- 2019: «I Dug a Hole in the Yard for You»
- 2020: «Like A Bee To The Honey»
- 2021: «Believe Me»
- 2021: «Abracadaver»
- 2021: «Borderline»
- 2021: «Merry Blah Blah Blah»
- 2021: «Demon Supreme»
- 2022: «Day Off of the Devil»
- 2022: «Spear of the Romans»

### Videoclips
- Would you love a Monsterman?
- Blood Red Sandman
- Devil is a Loser
- Hard Rock Hallelujah
- Who's Your Daddy?
- Would you love a Monsterman? (Versión 2006)
- It Snows in Hell
- Hard Rock Hallelujah (Entrada de Eurovisión 2007)
- Bite It Like A Bulldog
- This is Heavy Metal
- The Riff
- Scare Force One
- Hug You Hardcore
- Naked in My Cellar
- I Dug a Hole in the Yard for You
- Borderline

## Otras aportaciones

### Filmografía
- 2004: The Kin – Amen
- 2008: Dark Floors – Amen

### Aportaciones a otras bandas
- 2010: Stala & So.: It Is So.

### Videojuegos
- 2005: Shadowgrounds (Banda sonora)